# Communes de la ville métropolitaine de Venise

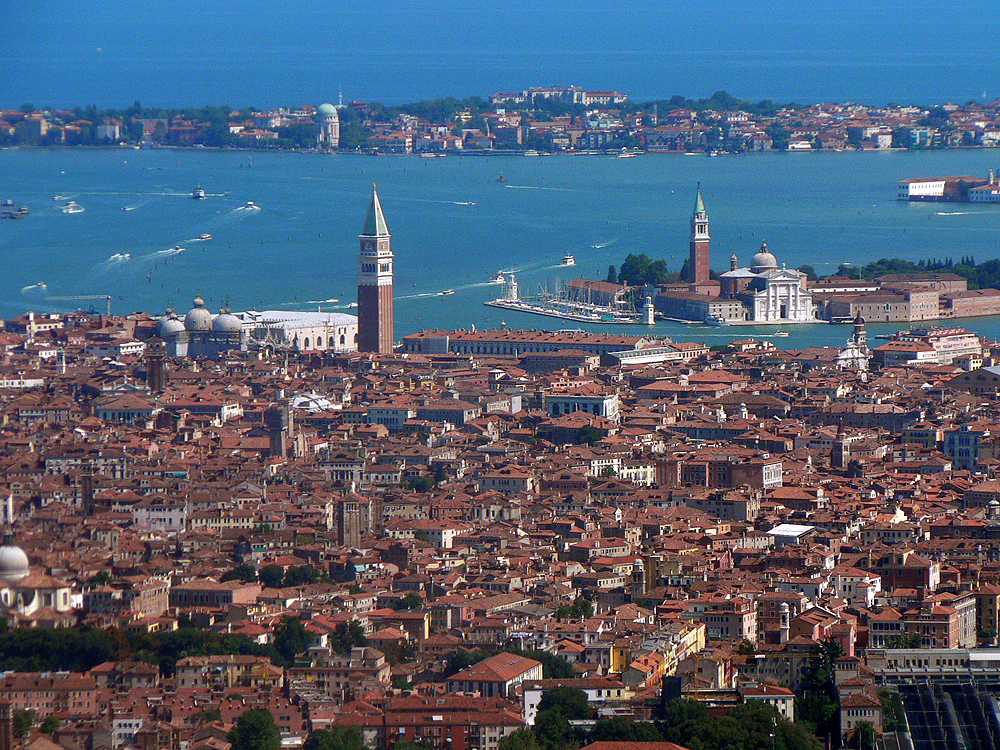
Photo du large de Venise

- Haut – A
- B
- C
- D
- E
- F
- G
- H
- I
- J
- K
- L
- M
- N
- O
- P
- Q
- R
- S
- T
- U
- V
- W
- X
- Y
- Z

## A
- Annone Veneto

## C
- Campagna Lupia
- Campolongo Maggiore
- Camponogara
- Caorle
- Cavallino-Treporti
- Cavarzere
- Ceggia
- Chioggia
- Cinto Caomaggiore
- Cona
- Concordia Sagittaria

## D
- Dolo

## E
- Eraclea

## F
- Fiesso d'Artico
- Fossalta di Piave
- Fossalta di Portogruaro
- Fossò

## G
- Gruaro

## J
- Jesolo

## M
- Marcon
- Martellago
- Meolo
- Mira
- Mirano
- Musile di Piave

## N
- Noale
- Noventa di Piave

## P
- Pianiga
- Portogruaro
- Pramaggiore

## Q
- Quarto d'Altino

## S
- Salzano
- San Donà di Piave
- San Michele al Tagliamento
- Santa Maria di Sala
- Santo Stino di Livenza
- Scorzè
- Spinea
- Stra

## T
- Teglio Veneto
- Torre di Mosto

## V
- Venise
- Vigonovo